# Gran Caucaso
Il Gran Caucaso (o Caucaso maggiore, Caucaso grande o Caucaso Largo; in russo Большой Кавказ?, in azero Böyük Qafqaz Dağları) è il più grande sistema montuoso della Catena del Caucaso. Si estende in direzione ONO-ESE per una lunghezza di 1 200 km dalla penisola di Taman' nel Mar Nero alla penisola di Abşeron nel Mar Caspio; dal Caucaso occidentale - dichiarato patrimonio mondiale dell'umanità da parte dell'UNESCO - dai dintorni di Soči (Mar Nero costa nord-ovest), alla periferia di Baku (Mar Caspio).

## Geografia
Il Gran Caucaso è tradizionalmente diviso in tre parti:
- Caucaso occidentale, dal Mar Nero al monte Elbrus;
- Caucaso centrale, dal monte Elbrus al monte Kazbek;
- Caucaso orientale, dal monte Kazbek al Mar Caspio.

### Descrizione

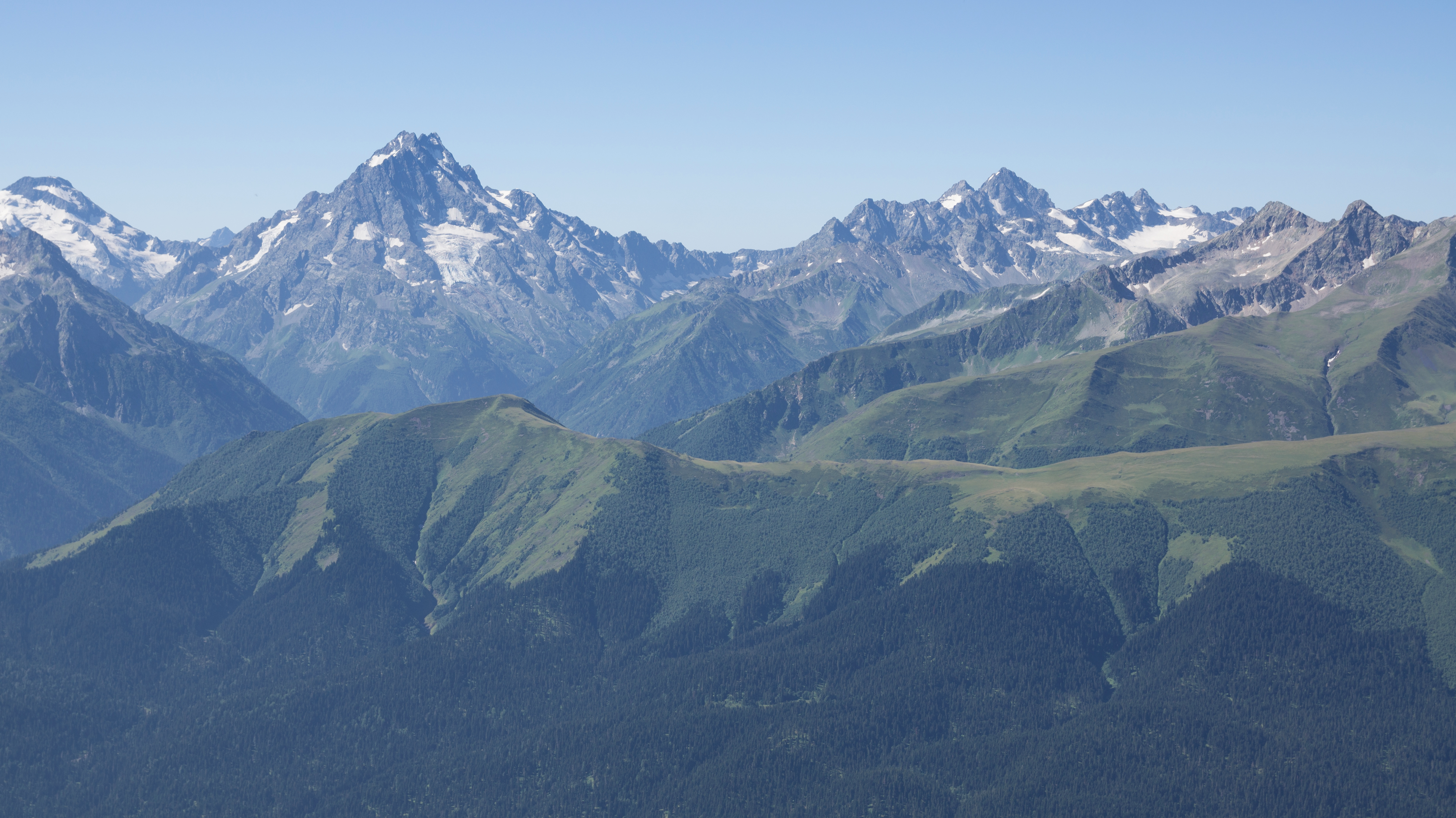
Foto del Gran Caucaso presso Arkhyz

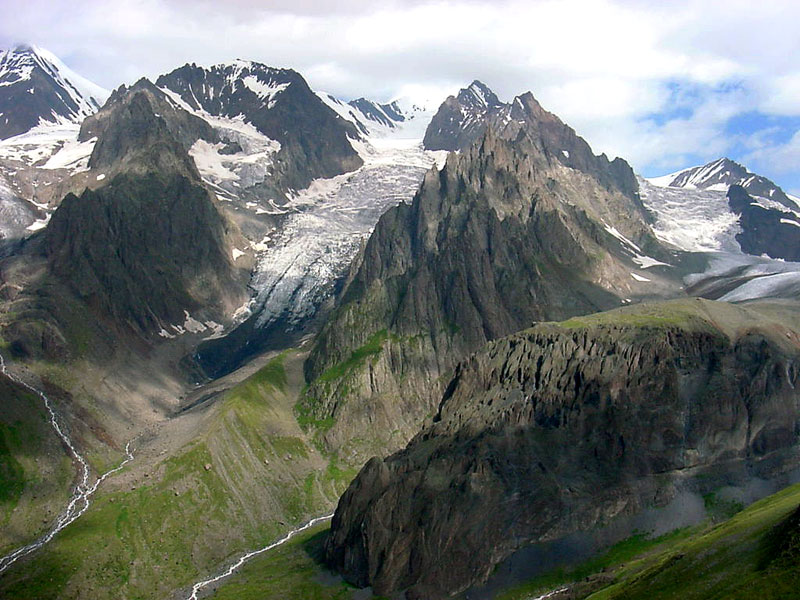
Paesaggio del Gran Caucaso.

È il tipo caratteristico di "cresta a barriera". Lungo i suoi 1.000 km di lunghezza dal meridiano di Soči a 100 km a nord di Baku, non è raro trovare cime sopra i 2000 m di altezza sul livello del mare. Nella sua parte centrale, la catena forma un altissimo bastione (tra il monte Elbrus, nella parte occidentale all'Adai-Joj o Uilpata [4646 m], dove i dislivelli non scendono mai sotto i 4.000 m). Separato da questo bastione dal corso superiore del fiume Ardon, a est c'è il massiccio del monte Kazbek, con un'altitudine superiore ai 5000 m.
Il Caucaso centrale ha dei ghiacciai che scorrono in strette valli all'ombra delle grandi foreste di conifere. È costituito da un nucleo di terre cristalline e metamorfiche, preceduto al nord e al sud da pieghe coerenti (flysch). Il vasto massiccio vulcanico dell'Elbrus domina la catena centrale; era in attività durante il Quaternario. Questa attività eruttiva latente è tuttora testimoniata dalla presenza di fonti termali e dalla persistenza di una certa attività sismica. È probabile che il movimento di sollevamento della catena montuosa continui ancora oggi.
A ovest, il nucleo antico scomparso sotto le rocce sedimentarie, forma una catena parallela molto vicina al versante meridionale (l'altitudine massima è compresa tra 3.000 e 4.000 m). Una spessa coltre di foreste copre le montagne esposte ai venti umidi che soffiano dal Mar Nero. A est di Kazbek e del passo di Darial, per il quale il Terek attraversa la catena, le montagne riassumono il loro carattere di barriera, ma l'altitudine media nel Caucaso centrale è inferiore (3.000 a 4.000 metri, come all'ovest).
A sud domina nettamente la depressione di Cachezia e dell'Azerbaigian, ma sul versante settentrionale della valle, in Daghestan, si estende, al contrario, sotto forma di massicci e altopiani: è la sezione più ampia parte della catena (ci sono quasi 200 km tra Machačkala e Cachezia, mentre nel Caucaso centrale non misura più di 100 km di larghezza).
Il Caucaso occidentale e il Caucaso orientale, sono più chiusi e differenziati dal Caucaso centrale, prestandosi più facilmente alla formazione di comunità montane, molto gelosi delle loro peculiarità nazionali. Tuttavia, il Caucaso centrale ha visto una viva tradizione nazionale, quella dell'Ossezia.

## Cime
- Monte Elbrus, 5642 m, 43°21′18″N 42°26′21″E secondo alcune convenzioni relative al confine tra Europa ed Asia, sarebbe la montagna più alta d'Europa,[1] al posto del Monte Bianco[2].
- Monte Dych-Tau, 5205 m, 43°03′N 43°08′E
- Monte Shkhara, 5201 m, 43°00′36″N 43°10′12″E
- Monte Koštantau, 5151 m, 43°03′N 43°13′E
- Monte Janga, 5051 m, 43°01′08″N 43°03′24.16″E
- Monte Kazbek, 5047 m, 42°45′N 44°33′E
- Picco Puškin, 5033 m, 43°00′51.19″N 43°04′12.04″E
- Monte Katyn-Tau, 4979 m, 43°01′50.48″N 43°02′07.98″E
- Monte Gistola, 4860 m, 43°03′00″N 42°59′24″E
- Picco Shota Rustaveli, 4859 m, 43°01′12″N 43°02′24″E
- Monte Tetnuldi, 4858 m,43°01′52.07″N 42°59′35.48″E
- Monte Ushba, 4710 m,43°07′29.5″N 42°39′32.44″E
- Monte Ailama, 4546 m,42°57′29″N 43°10′43″E
- Monte Tebulosmta, 4493 m, 42°38′24″N 45°19′12″E
- Bazardüzü Dağı, 4466 m, 41°16′12″N 47°47′24″E
- Monte Diklosmta, 4285 m, 42°33′N 45°48′E
- Monte Babadag, 3629 m, 41°03′00″N 48°17′24″E
- Monte Shahdagh, 4243 m, 41°03′00″N 48°17′24″E

## Passi

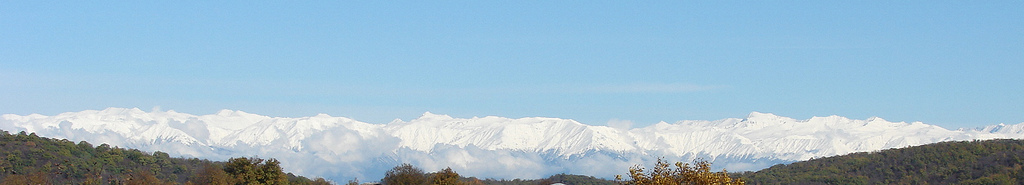
Vista del Gran Caucaso.

- Passo di Pereval Klujorskiy (2786 m, 43°15′36″N 41°48′00″E)
- Passo di Mamison (2820 m,42°43′12″N 43°48′00″E)
- Passo di Ivris Ugheltekhili (2379 m,42°33′36″N 44°27′00″E)
- Passo di Dübrar (2209 m,40°57′36″N 48°37′48″E)
- Passo di Yvris Ugeltejili (2677 m)

## Valli
- Valle di Baksan
- Valle di Donguzorun
- Valle di Yusengi
- Valle di Adylsu
- Valle di Irik
- Valle di Adyrsu
- Valle di Kyrtyk
- Valle di Syltransu